# Zapotèque de Quiavicuzas
Le zapotèque de Quiavicuzas (ou zapotèque de San Juan Lachixila, zapotèque de Yautepec du Nord-Est) est une variété de la langue zapotèque parlée dans l'État de Oaxaca, au Mexique.

## Localisation géographique
Le zapotèque de Quiavicuzas est parlé dans le coin nord-est du district de Yautepec (en), au nord-est de la route panaméricaine, à l'est de Mitla, dans la localité Santiago Quiavicuzas de la municipalité de San Carlos Yautepec (en), dans les localités de San Juan Lachixila, Corral de Piedra et Carrizal de la municipalité de Nejapa de Madero (en) et dans la localité de Guadalupe Guevea de la municipalité de Guevea de Humboldt (en), dans l'État de Oaxaca, au Mexique,.

## Intelligibilité avec les variétés du zapotèque
Les locuteurs du zapotèque de Quiavicuzas ont une intelligibilité de 59 % du zapotèque de Lachiguiri (le plus similaire).

## Utilisation
Le zapotèque de Quiavicuzas est parlé par environ 4 000 personnes de tous âges en 1990, dont 180 monolingues, les autres parlant aussi notamment l'espagnol. Cette langue est enseignée à l'école primaire.